# Продотряд

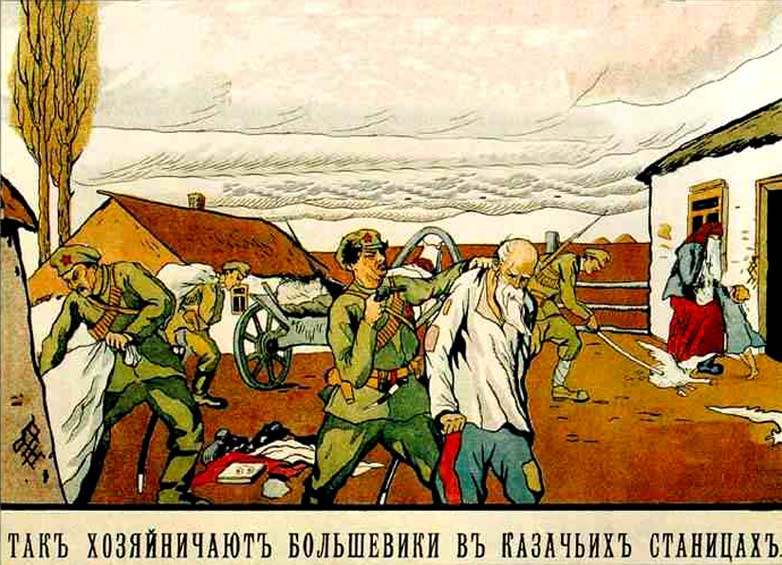
Интернациональный продотряд занимается реквизициями в казачьей станице. Белогвардейский плакат времён гражданской войны

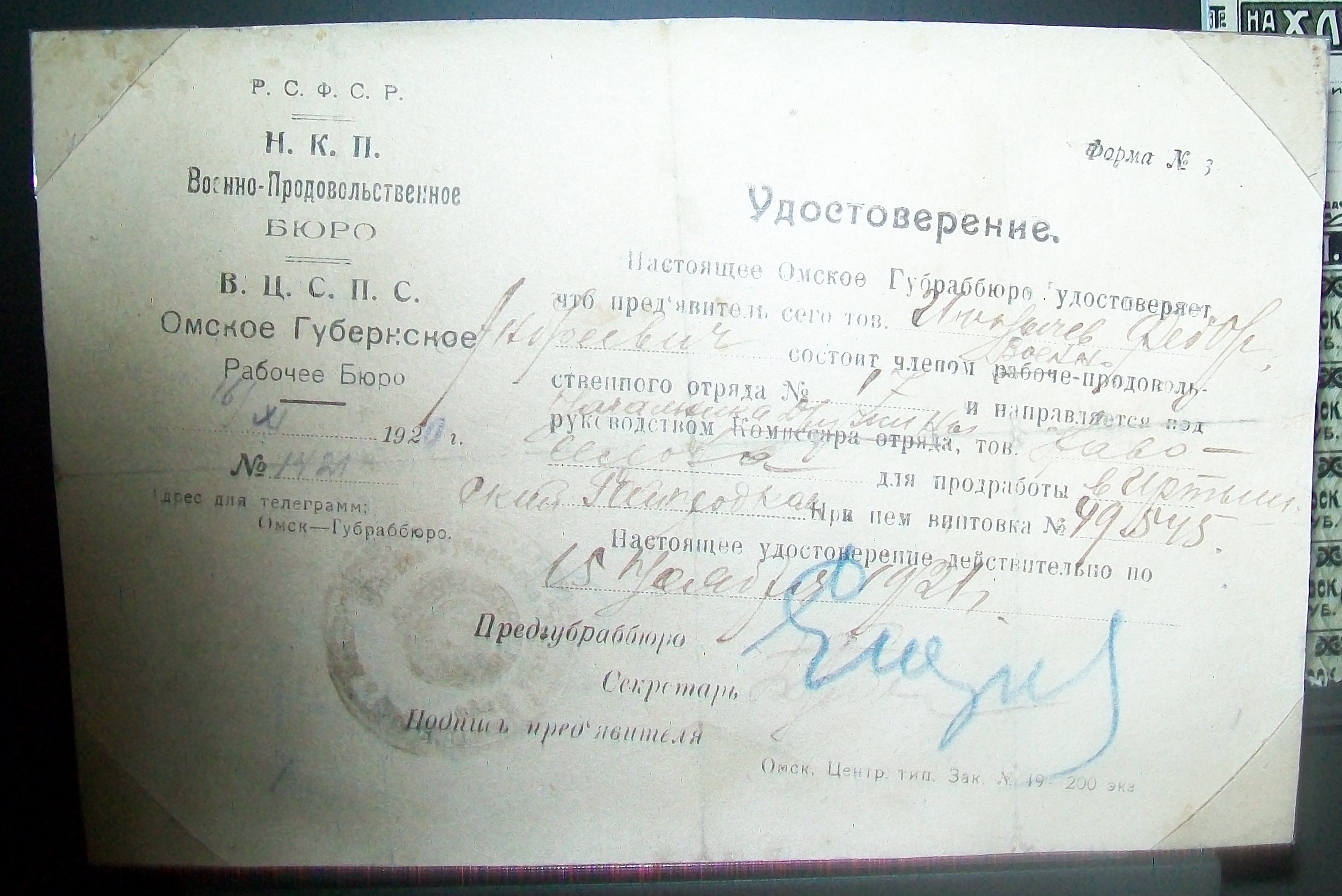
Удостоверение члена продотряда, выданное структурами ВЦСПС и Наркомпрода (ноябрь 1920 года)

Продотря́д (сокр. от «продовольственный отряд»), в строгом смысле этого слова — название специальных вооружённых формирований, созданных советским правительством в период Гражданской войны и направленных им в сельскую местность для «оказания помощи в выполнении заданий по заготовкам продовольствия», то есть для принудительного изъятия продовольствия у крестьян. Продотряды, действовавшие в период Гражданской войны, нередко комплектовались из числа так называемых «воинов-интернационалистов», а для охраны и транспортировки грузов в отряд набирали красногвардейцев (до весны 1918 года), демобилизованных солдат и матросов.

## История
Система военных заготовок на Украине оказалась совершенно недостаточной. Обесценение денег и установление максимальных закупочных цен привели к тому, что украинское население прятало свои обильные запасы от войск проводивших реквизиции и предпочитало сжигать их, но не продавать по низким ценам.
В Советской России деятельность продотрядов активизировалась в связи с обострением кризиса продовольственных заготовок и необходимостью обеспечить бесперебойное снабжение РККА и жителей промышленных центров. В 1918 году из-за нарастающей нехватки продовольствия продотряды появились во многих крупных промышленных городах. Заготовки разрешались строго по твердым государственным тарифам, а также путём реквизиции хлеба у крестьянского населения. Половину заготовленного продовольствия получала сформировавшая продотряд организация, другую половину — Народный комиссариат продовольствия РСФСР. Фактически это был узаконенный большевистской властью грабеж сельского населения. Нормы экспроприации по так называемому изъятию «излишков» естественно не соблюдались. Нужно было кормить солдат и городское население, а хлеб, кроме как в деревне, было взять неоткуда. Забиралось все порой подчистую. Все это вызывало бунты, сопротивление самим продотрядам, порой и вооруженное. А главное — все это вызвало голод уже в самой деревне. С введением новой экономической политики в 1921 году продотряды прекратили своё существование.

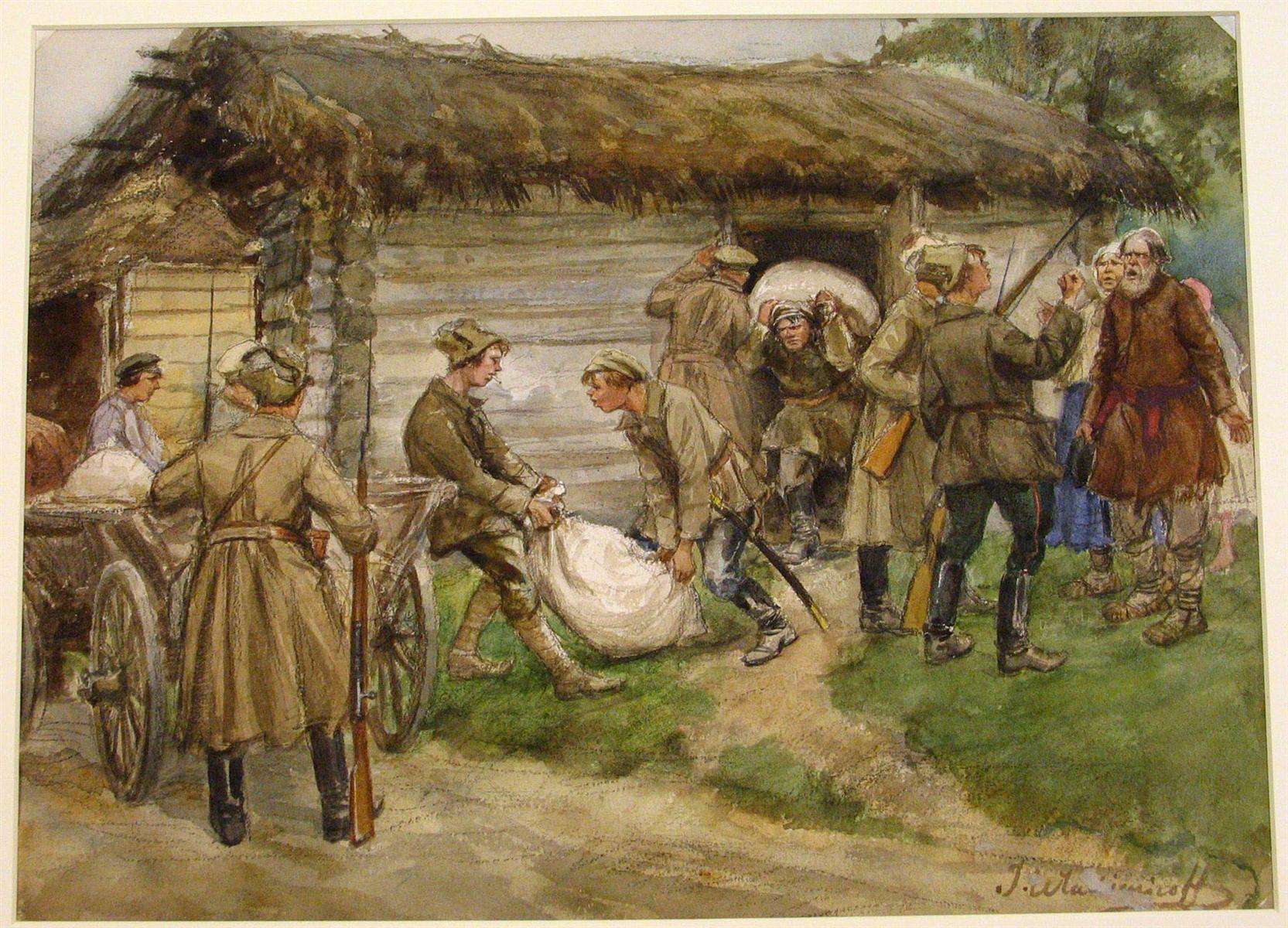
Реквизиция хлеба, картина И. Владимирова

Контролируемые большевиками профсоюзные структуры стали их помощниками в изъятии продовольствия. При Народном комиссариате продовольствия РСФСР работало военно-продовольственное бюро ВЦСПС, которые совместно руководили рабочими продовольственными отрядами. На местах при продовольственных комитетах существовали губернские и уездные рабочие бюро ВЦСПС, которые должны были объединять местные профсоюзные организации, формировать рабочие продотряды и руководить их деятельностью. Удостоверение член продотряда часто получал от имени одновременно двух органов — Наркомпрода и бюро ВЦСПС.
Александр Степанович Сенин описывает случаи, когда бойцы продотрядов устраивали беспорядочную стрельбу, изымали продовольствие у пассажиров поездов, обстреливали составы, убивали граждан и железнодорожников.
Деятельность продотрядов стала «спусковым крючком» тамбовского восстания и крестьянских волнений в ряде других областей (см. Крестьянское восстание в Пензенской губернии). При этом в годы Гражданской войны именно продотряды позволили частично обеспечить продовольствием РККА и жителей крупных городов, что однако не отменяет вызванного в том числе их деятельностью, голода в сельскохозяйственных регионах.